# Schiedea haupuensis
Schiedea haupuensis är en nejlikväxtart som beskrevs av Warren Lambert Wagner och Weller. Schiedea haupuensis ingår i släktet Schiedea och familjen nejlikväxter. Inga underarter finns listade i Catalogue of Life.